# Basílica Menor de la Puríssima Concepció i Sant Pere Apòstol
La Basílica Menor de la Puríssima Concepció i Sant Pere Apòstol és un temple catòlic al municipi valencià de Benissa (Marina Alta).

## Història
En la primera dècada del segle XX (1902) s'inicien les obres de construcció del nou temple parroquial de la Puríssima Xiqueta, el centenari de la col·locació de la primera pedra del qual va ser l'any 2002. Gràcies a la donació d'alguns particulars i a la col·laboració de tots els ciutadans de Benissa, el 1929, es va poder inaugurar la nova església que, anys després, substituirà la vella església fortalesa de Sant Pere Apòstol.
Es tracta d'un edifici d'estil neogòtic, de tres naus, en què destaca la bellesa del seu cimbori central -claraboia de l'interior de l'església, al centre del creuer- i el seu altar, on destaca el reliquiari que conté el quadre pintat amb la imatge de la Puríssima Xiqueta, atribuïda a Nicolau Borràs, deixeble del pintor Joan de Joanes.

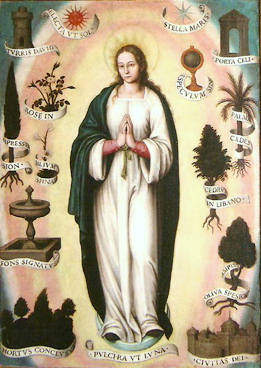
Imatge de la Puríssima Xiqueta, patrona de Benissa.

Durant les festes patronals, en el seu honor, que se celebren el quart diumenge d'abril, es trau la imatge en processó, per a la qual cosa s'ha ideat un espectacular sistema hidràulic destinat a baixar amb comoditat el reliquiari fins a l'altar per a després col·locar-lo sobre els baiards processionals. Aquest acte és conegut com a "La Baixada de la Puríssima". En 2014 va acollir el Memorial Paco La Parra de concerts d'orgue.